# Pentecoste (ort)
Pentecoste är en ort i Brasilien.   Den ligger i kommunen Pentecoste och delstaten Ceará, i den östra delen av landet, 1 600 km nordost om huvudstaden Brasília. Pentecoste ligger 59 meter över havet och antalet invånare är 19 680.
Terrängen runt Pentecoste är platt. Pentecoste är det största samhället i trakten.
Omgivningarna runt Pentecoste är huvudsakligen savann. Runt Pentecoste är det ganska tätbefolkat, med 54 invånare per kvadratkilometer.